# Уилем
 Уилем  — деревня в Моркинском районе Республики Марий Эл. Входит в состав Октябрьского сельского поселения.

## География
Находится в юго-восточной части республики Марий Эл на расстоянии приблизительно 24 км по прямой на запад-юго-запад от районного центра посёлка Морки.

## История
Образована в 1927 году. В 1948 году в деревне насчитывалось 30 хозяйств, проживали 110 человек, в 1959 году 136 человек, большинство мари. В 2004 году здесь находится 8 домов. В советское время работали сельхозартель «Уилем», колхозы «Дружба» и «Рассвет».

## Население
Население составляло 10 человек (мари 100 %) в 2002 году, 5 в 2010.